# Gemil Júnior
Gemil Salim de Abreu Junior (Cruzeiro do Sul, 11 de abril de 1978) é um Administrador de Empresas, apresentador de TV, (Igreja Batista do Bosque) e político acriano. . Nas eleições de 2018 foi eleito deputado estadual pelo Acre, com 2870 votos. Eleito pelo PDT, hoje é filiado ao Republicanos Nas eleições de 2022, foi eleito suplente de Senador para oito anos de mandato.

## Biografia
Gemil Salim de Abreu Junior, acreano de Cruzeiro do Sul, nascido em 11 de abril de 1978. Gestões de Operações e Comercial. Graduado em Administração de Empresas, com Pós em Gestão de Pessoas e Gestão Empresarial. Vasta experiência em Gestão de Operações e Comercial. Possui Liderança de Equipes, Sistema de Gestão Integrada de acordo com as Políticas da Qualidade. Gestão de ações pró-ativas direcionada no atingimento dos objetivos, através da ampliação da participação de mercado dos produtos, aproveitando as oportunidades de mercado (novos canais e pontos de venda). Capacitação no desenvolvimento e implantação de novos projetos e expansão de mercado, e experiência em Seminários e palestras motivacionais.

## Desempenho eleitoral
| Ano  | Eleição          | Partido | Candidato a           | Votos   | %     | Resultado | Ref   |
| ---- | ---------------- | ------- | --------------------- | ------- | ----- | --------- | ----- |
| 2018 | Estadual do Acre | PDT     | Deputado Estadual     | 2.870   | 0,74% | Suplente  | [ 4 ] |
| 2022 | Estadual do Acre | UNIÃO   | Senador (1° suplente) | 154.312 | 37,46 | Eleito    | [ 5 ] |